# 秩父鉄道D200形ディーゼル機関車
秩父鉄道D200形ディーゼル機関車（ちちぶてつどうDD200がたディーゼルきかんしゃ）は、かつて秩父鉄道で運用されていたディーゼル機関車である。

## 概要
秩父セメント（現・太平洋セメント）の私有機であるが、セメント運搬での乗り入れのために秩父鉄道の車籍を持っていた。
3両 (DD201-203) が運用されていたが、201と202は汽車製造製の自重20tのL形、203は日立製作所製の自重35tの凸形の車両であった。

## D201・202
汽車製造製の自重20tのL形の車両で、201は1955年、202は1957年に製造された。類似車両として岡山臨港鉄道102がある。1981年（昭和56年）に廃車となったが、201は秩父鉄道に引き取られ、機械扱いで熊谷工場の入換機として使用された。

### 主要諸元
- 全長：6,890mm
- 全幅：2,625mm
- 全高：3,340mm
- 自重：40.0t
- 機関：DMH-17B（180PS）1基
- 軸配置：B

## D203
1972年に日立製作所で製造された自重35tの凸形の車両で、類似車両として樽見鉄道D102がある。1981年（昭和56年）に廃車となった。

### 主要諸元
- 全長：10,750mm
- 全幅：2,625mm
- 全高：3,743mm
- 自重：35.0t
- 機関：DMH-17（180PS）1基
- 軸配置：B-B